# S.E.N.S. Project
S.E.N.S. Project（センスプロジェクト）とは、S.E.N.S.のサウンドプロデュースによるコンポーザーチームである。映像作品の特性に応じて、各音楽ジャンルよりプロジェクトチームを編成する。
アニメ「俺物語!!」「君に届け」「xxxHOLiC」などを手がける。

## 主な音楽活動

### アニメ
- xxxHOLiC（2006年）
- xxxHOLiC 継（2008年）
- 源氏物語千年紀 Genji（2009年）
- 君に届け（2009年）
- 君に届け 2ND SEASON（2011年）
- 豆富小僧（2011年）
- 俺物語!!（2015年）
- 宇宙戦艦ヤマト2202 愛の戦士たち 第二〜六章 エンディング主題歌（2017年~2018年）
- 君に届け 3RD SEASON（2024年）

### ドラマ
- 中国ドラマ 麻雀 Sparrow（2016年）
- 中国ドラマ 麗王別姫 〜花散る永遠の愛〜（2017年）
- 中国ドラマ 三国志〜司馬懿 軍師連盟〜（2017年）
- トットちゃん!（2017年）
- 中国ドラマ 笑傲江湖 レジェンド・オブ・スウォーズマン（2018年）

### その他
- 松下奈緒
  - 「Lovin' You」楽曲提供・プロデュース（2017年）
  - 「愛と呼んだ奇跡」楽曲提供（2017年）

## ディスコグラフィー

### シングル
|   | タイトル                   | リリース日     | 備考                                                             |
| - | -------------------------- | -------------- | ---------------------------------------------------------------- |
| 1 | 月の鏡                     | 2017年10月11日 | 宇宙戦艦ヤマト2202 愛の戦士たち 第二章 エンディング主題歌        |
| 2 | 君、ヒトヒラ / CRIMSON RED | 2018年1月24日  | 宇宙戦艦ヤマト2202 愛の戦士たち 第三章、第四章エンディング主題歌 |
| 3 | 大いなる和 / ようらんか    | 2018年10月31日 | 宇宙戦艦ヤマト2202 愛の戦士たち 第五章、第六章エンディング主題歌 |

### アルバム
|    | タイトル                                                                                             | リリース日    | 備考 |
| -- | --- | ------------- | ---- |
| 1  | xxxHOLiC SOUNDFILE                                                                                   | 2007年8月22日 |      |
| 2  | 源氏物語千年紀 Genji オリジナル・サウンドトラック                                                    | 2009年2月25日 |      |
| 3  | 君に届け オリジナル・サウンドトラック                                                                | 2010年1月27日 |      |
| 4  | 君に届け 2ND SEASON オリジナル・サウンドトラック                                                     | 2011年2月23日 |      |
| 5  | 豆富小僧 オリジナル・サウンドトラック                                                                | 2011年4月27日 |      |
| 6  | 俺物語!! オリジナル・サウンドトラック                                                                | 2015年7月22日 |      |
| 7  | トットちゃん! オリジナル・サウンドトラック                                                           | 2017年12月6日 |      |
| 8  | 宇宙戦艦ヤマト2202 愛の戦士たち 主題歌集                                                             | 2019年3月2日  |      |
| 9  | Roof of the World〜中国CCTVドキュメンタリー「第三極」オリジナル・サウンドトラック                    | 2022年4月1日  |      |
| 10 | Sparrow〜中国ドラマ「麻雀 Sparrow」オリジナル・サウンドトラック                                      | 2022年4月1日  |      |
| 11 | The Glory of Tang Dynasty〜中国ドラマ「麗王別姫 〜花散る永遠の愛〜」オリジナル・サウンドトラック     | 2022年4月1日  |      |
| 12 | The Advisors Alliance〜中国ドラマ「三国志 〜司馬懿 軍師連盟〜」オリジナル・サウンドトラック          | 2022年4月1日  |      |
| 13 | Proud Wanderer 〜中国ドラマ「笑傲江湖 レジェンド・オブ・スウォーズマン」オリジナル・サウンドトラック | 2023年11月9日 |      |
| 14 | 「君に届け 3RD SEASON」オリジナル・サウンドトラック                                                  | 2024年8月3日  |      |